# Stadsparkwijk (Groningen)

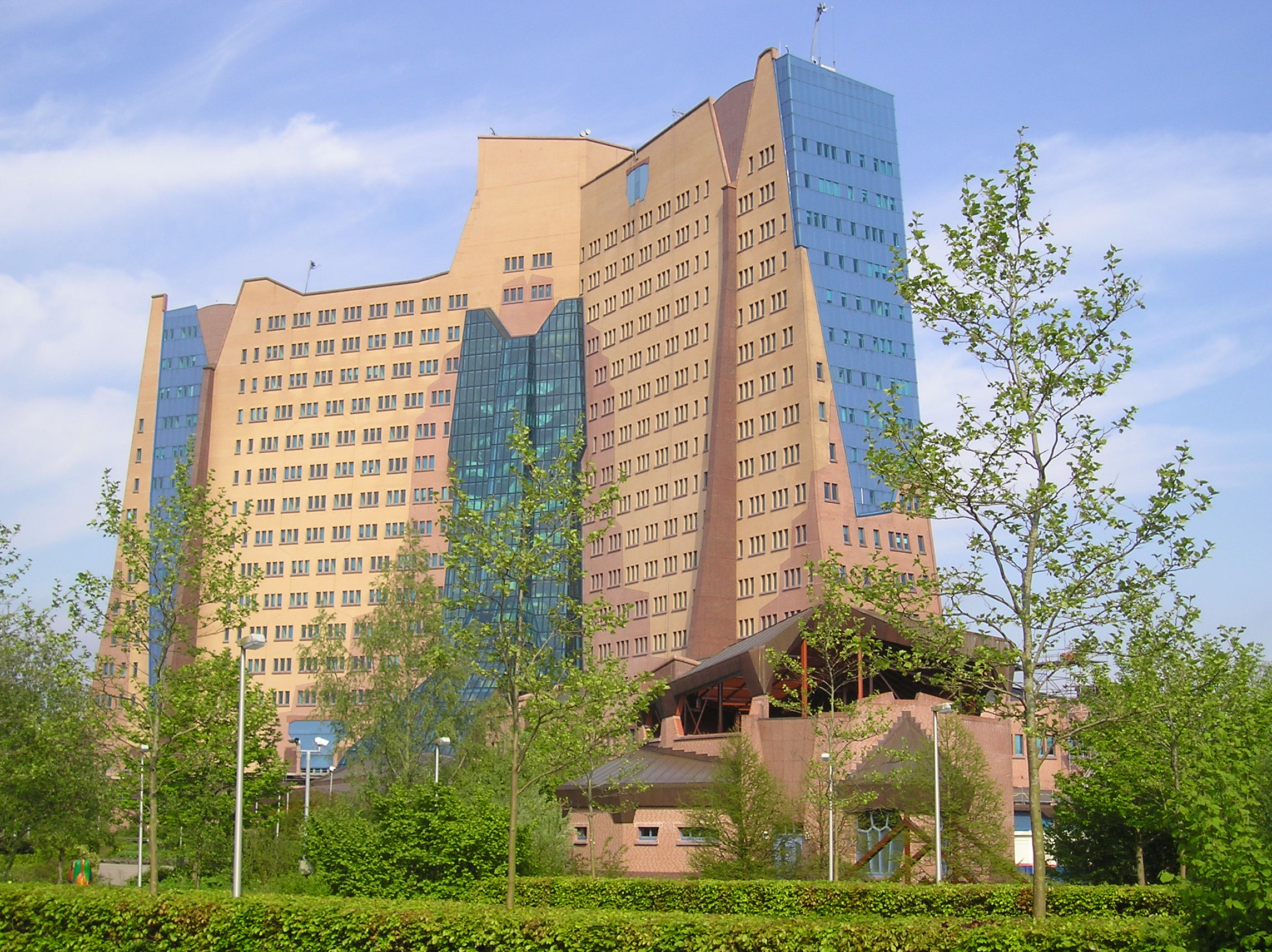
Het Gasuniegebouw bevond zich ook in de stadsparkwijk

De Stadsparkwijk is een voormalige wijk in Groningen, ten zuiden van de spoorlijn Groningen-Leeuwarden, ten westen van het Noord-Willemskanaal, ten noorden van het Hoornsemeer en ten oosten van Eelderwolde. Binnen de wijk lag de gelijknamige buurt Stadspark. De wijk werd in 2014 opgeknipt tussen de wijken Oud-Zuid, Zuidwest en Hoogkerk e.o..
De wijk bestond uit meerdere verschillende delen.
- Het oudste deel, tussen het kanaal, de Paterswoldseweg en de Parkweg, dateert uit de jaren twintig van de twintigste eeuw en staat bekend als Grunobuurt. Aan de namen van de straten in dit deel is nog te herkennen dat dit deel van de wijk ooit is gebouwd als huisvesting voor werknemers van het spoor.
- Het gedeelte ten zuiden van de Parkweg t/m v.d.Waalsstraat, Lorentzstraat is gebouwd in de jaren dertig van de twintigste eeuw.
- De andere twee delen van de wijk dateren uit de jaren vijftig. Het deel direct ten noorden van het Stadspark is ook bekend als Laanhuizen. In deze wijk zijn de straten vernoemd naar begrippen uit de Tweede Wereldoorlog zoals Illegaliteitslaan en Verzetstrijderslaan.
- daarnaast vormden ook De Kring, De Buitenhof en Kranenburg ten westen van het Stadspark (onderdeel van de buurt Stadspark), Peizerweg ten noorden van het stadspark, Corpus den Hoorn, Van Swieten, Hoornse Park, Hoornse Meer en Piccardthof onderdeel van de wijk

1. ↑  Inclusief het A-kwartier, Academiekwartier, Bisschopskwartier en Ebbingekluft
2. ↑  Inclusief Ruskenveen
3. ↑  Euvelgunne en Roodehaan zijn onderdeel van de MEER-dorpen, maar vallen onder de wijk Zuidoost
4. ↑  Inclusief de subbuurten De Wierden (waaronder het bouwblok Heemwerd), Rietlanden en Reitdiephaven
5. ↑  Voorheen Korrewegwijk genoemd
6. ↑  Voorheen Korrewegbuurt genoemd